# Eosentomon parvum
Eosentomon parvum är en urinsektsart som beskrevs av Andrzej Szeptycki 1986. Eosentomon parvum ingår i släktet Eosentomon och familjen trakétrevfotingar. Inga underarter finns listade i Catalogue of Life.